# یولیا استوپاک
یولیا استوپاک (روسی: Юлия Сергеевна Ступак؛ زادهٔ ۲۱ ژانویهٔ ۱۹۹۵) اسکی‌باز صحرانوردی اهل روسیه است.